# 心灵裸舞
《心灵裸舞》（Dancing Naked in the Mind Field）是美国生物化学家、PCR发明者凯利·穆利斯的自传，1998年Vintage Books初版。书中讲述了他发明PCR的经过，以及由此获得诺贝尔化学奖的故事，并涉及辛普森案以及他在温室效应、艾滋病问题上的观点。《出版人周刊》评价本书说：“无论读者是不是同意穆利斯，或相信他在书中描绘的某些经历，他的古怪而又经常富有洞察力的关于科学和生活的见解，将令人重新审视自己的信仰。”
作者将自己包装为一个喜欢冲浪、美女的自由率性的人物。传记中介绍，PCR的想法是与女友詹妮弗晚上开车出去兜风时，在公路上想出的。《自然》杂志曾刊发他大学时代写的一篇胡闹宇宙学论文，可是PCR的论文却没能按他设想在《自然》、《科学》上顺利发表，而是发表在了二流杂志上。第13章《异形禁入》还描述了他1985年在加州伯克利经历的一次奇特遭遇——与会说话的类似发光浣熊的神秘生物进行的接触。第16章《化学与美好生活》则描述了穆利斯吸食LSD的愉快体验。
穆利斯对于全球变暖和艾滋病的观点与主流科学界相左。第11章《科学方法怎么了？》中，他提出将地球变暖和臭氧减少归咎于人类活动是“荒谬可笑的”。19世纪地球温度是下降的，而20世纪仅上升了0.5℃，因而综合起来看地球是在变冷。他说，人类“依然没有学会把具体事实与各种思想观念区分开来。”第17章《结论有待商榷》则提出，并无确凿证据表明HIV是导致艾滋病的病因。